# Сприи
Сприи е внезапно и краткотрайно усилване на вятъра, съпроводено от изменение на посоката, повишаване на атмосферното налягане и в много от случаите застудяване. Често се проявява заедно с проливни дъждове.

## Характеристика
Формират се в мощни кълбесто-дъждовни облаци и под тях. Всяка сприя е с продължителност от няколко минути и се придвижва с широчина 50 – 70 km. Сприите представляват ветрове, чиито пориви надвишават средната скорост с повече от 10 m/s, времетраенето им продължава до 20 s. Според скоростта си те биват слаби (под 14 m/s), умерени (15 – 29 m/s) и силни (над 30 m/s). Умерените сприи представляват опасно природно явление, а силните са особено опасни и причиняват разрушения. Буреносните кълбесто-дъждовни облаци, в които се образуват сприи, на височина над 11 – 13 km са носители на смерч.

## Типове
Сприите биват два типа – вътрешномасови, които са по-краткотрайни и по-слаби и фронтални, които са най-силни и най-често проявяващи се.

### Вътрешномасови сприи
Формират се в кълбесто-дъждовни облаци, които са породени от локална конвекция. Възходящите движения са в предната част на облака, а низходящите са в централната и тилната му част. Част от низходящите движения се свързват с проливните валежи, увличащи част от въздуха надолу. Противоположните вертикални потоци формират вихрообразни движения с хоризонтална ос в облака и под него. Пред облака се появява облачен вал, който като премине, вятъра рязко сменя посоката си и се усилва. Най-резките усилвания на вятъра при преминаване на кълбесто-дъждовни облаци представляват сприи.

### Фронтални сприи
Те се нареждат в тясна ивица по дължината на студения фронт. На 50 – 100 km пред фронта във влажна и неустойчива въздушна маса е възможно образуването на линия на неустойчивост, представляваща верига от кълбесто-дъждовни облаци. Дължината на линията е между 100 и 500 km. Възможно е развитието на сприи зад фронта по вторични студени фронтове. При приближаващ се студен фронт се наблюдава възходящо движение на топъл въздух, а в челото на приближаващия се студен въздух зад фронта се проявява низходящо движение.